# William Ross
William "Bill" Ross (nasceu em 1948) é um compositor, orquestrador, arranjador, maestro e diretor musical norte-americano que influenciou a música clássica. Ele iniciou a sua carreira com os cantores e artistas tais como: Barbra Streisand, Johnny Mathis, Michael Jackson, Barry Manilow, Celine Dion, LeAnn Rimes, Jennifer Lopez, Whitney Houston e Cher.
Actualmente, ele trabalha como orquestrador e compositor. Ross trabalha com a colaboração do compositor Alan Silvestri e fez músicas clássicas nos anos 80 e 90. Ele trabalhou com os compositores tais como: Danny Elfman, Michael Kamen, Christopher Young, Bruce Broughton, David Newman e John Williams.
William Ross trabalhou com a colaboração dos cineastas tais como: Christopher Cain, Penelope Spheeris e Jay Russell.